# Шейх Ханбут Яргунхо
Шейх Ханбут Яргунхо (лезг. Шайх Къамбут Яргунхва; 1761—1823) — исламский проповедник, предводитель освободительного движения лезгин Кусарского общества. Национальный герой лезгинского народа.

## Биография
Один из самых известных кавказских героев Ханбут Яргунхо родился в селении Яргун Кусарского района. Его дед Шейх Бута был известным имамом и руководителем лезгинских отрядов и воевал против войск Надир-шаха. Имея такую героическую родословную Шейх Ханбут Яргунхо пользовался большим уважением среди местного населения.

### Смерть
В 1823 году во время второго нападения генерала Ермолова на кусарских (кубинских) лезгин в неравном бою Шейх Ханбут Яргунхо с многочисленными ранениями героически погибает.

## Сражения
1810 год: Шейх Ханбут Яргунхо сражается против русских войск вместе с Шейх Алиханом.
1815 год: Генерал Гуриев нападет на лезгинское село Яргун, однако Ханбут Яргунхо и его сторонники сражаются с царскими войсками и не выпускают их в село.